# Iulia Soare
Iulia Soare, pe numele real Lilly Sonnenfeld, (n. 5 iulie 1920, Galați, România – d. 23 iulie 1971, București, România) a fost o prozatoare și traducătoare română.

## Biografie
S-a născut la Galați în familia lui Adolf Sonnenfeld și a Iuliei Sofia (n. Lack), primind la naștere numele de Lilly (Lili) Sonnenfeld. A urmat școala primară (1927–1931) și liceul la Galați (1931–1939), după care, în 1939, a început studii la Facultatea de Litere a Universității din București, pe care le-a întrerupt în perioada războiului și le-a încheiat în 1946.
După absolvirea facultății a lucrat ca redactor la Editura Politică, Editura de Stat pentru Literatură și Artă și Editura Meridiane  (1946–1954), pensionându-se în 1954 pe motiv de boală. A scris romanul-cronică Familia Calaff (1956), despre familia fabricantului evreu de lumânări și săpun Emil Calaff, trei volume de nuvele (O plimbare la Băneasa, 1962; Vârsta de bronz, 1969; Duminică frumoasă de primăvară, 1971) cu teme istorice sau axate pe biografii „neinteresante” ale unor indivizi blazați, în pragul senectuții, și un studiu critic despre Stendhal (1957). Criticii literari ai vremii au comparat cu o oarecare timiditate romanul Familia Calaff al Iuliei Soare cu romanul Casa Buddenbrook al lui Thomas Mann, reproșându-i însă „realismul burghez”. Iulia Soare a tradus din operele lui Pierre Daix, Étienne Bonnot de Condillac, Karel Čapek, Hervé Bazin, Jules Verne, Georges Duhamel, André Gide ș.a.
A murit în 1971 la București și a fost incinerată.

## Scrieri
- Familia Calaff, roman, București, 1956;
- Stendhal, Ed. Tineretului, București, 1957;
- O plimbare la Băneasa, nuvele, București, 1962;
- Vârsta de bronz, nuvele, București, 1969;
- Duminică frumoasă de primăvară, nuvele, Ed. Cartea Românească, București, 1971.

## Traduceri
- Stefan Żeromski, Doctorul Judym, în colaborare cu Rodica Ciocan, cuvânt înainte de Olga Zaicik, București, 1958;
- Borisav Stancovici, Sânge stricat, în colaborare cu George Bulic, București, 1959;
- Jacques-Yves Cousteau și Frédéric Dumas, Lumea tăcerii, București, 1960;
- Pierre Daix, Ultima fortăreață, București, 1960;
- Luis Goytisolo Gay, La marginea Barcelonei, în colaborare cu Paul Teodorescu, București, 1961;
- Étienne Bonnot de Condillac, Tratatul despre senzații, studiu introductiv și note de Dan Bădărău, București, 1962;
- Phanishvarnath Renu, Val întinat, în colaborare cu Tatiana Panaitescu, București, 1962;
- Karel Čapek, Opere alese, I–II, în colaborare cu Ihor Lemnij, București, 1963;
- Hervé Bazin, Vipera sugrumată. Moartea căluțului, pref. de Val Panaitescu, București, 1964;
- Jules Verne, În fața steagului, București, 1965;
- Henrik Pontoppidan, Per cel norocos, în colaborare cu Al. Budișteanu, pref. de Aurel Martin, București, 1965;
- Roger Martin du Gard, Jean Barois, pref. de Val Panaitescu, București, 1966;
- André Gide, Pivnițele Vaticanului, pref. de Nicolae Manolescu, București, 1966 (altă ed., 1993);
- Georges Duhamel, Viața și aventurile lui Salavin, I–III, București, 1966;
- Georges Duhamel, Cronica familiei Pasquier, I–III, pref. de Ov. S. Crohmălniceanu, București, 1968;
- Gottfried Keller, Heinrich cel verde, I–III, în colaborare cu Dragoș Vacariuc, pref. și tabel cronologic de H. Müller, București, 1970;
- Anghelos S. Vlahos, Stăpânul meu Alcibiade, în colaborare cu Antița Augustopol-Jucan, București, 1970;
- André Gide, Călătorie în Congo, București, 1971.